# Stephen Dodd
Stephen C Dodd (1966) is een golfprofessional uit Wales.

## Amateur
Stephen was lid van de Brynhill Golf Club.
In 1989 won hij het Brits Amateur, het jaar voordat Rolf Muntz hetzelfde toernooi won. Hierdoor kwalificeerde hij zich voor het Brits Open en de US Masters. Dat jaar werd hij uitgeroepen tot 'Welsh Sportpersoonlijkheid van het Jaar'. 

### Gewonnen
- 1988: The Duncan Putter
- 1989: Brits amateurkampioenschap op Royal Birkdale, Welsh Amateur strokeplay en matchplay

### Teams
- Walker Cup: 1989 (winnaars)

## Professional
De amateurcarrière van Stephen Dodd is indrukwekkender dan zijn professionele carrière. Hij werd in 1990 professional en speelde de eerste jaren op de Challenge Tour. Daar won hij in 1992 het Challenge Open in Oostenrijk. Hij kwam in 1995 op de Europese Tour en won zijn eerste toernooi buiten het Verenigd Koninkrijk pas in 2004 in China. Dit telde voor seizoen 2004-2005. Hij verdiende steeds te weinig om in de top-100 te eindigen, en moest tot 2001 ieder jaar terug naar de Tourschool om zijn kaart voor het volgende jaar te halen. Eind 2003 en 2004 werd zijn kaart automatisch verlengd omdat hij de top-100 haalde. Vanaf dat moment ging het beter met hem. In 2003 werd hij 2de bij de Dubai Desert Classic, enkele weken later won hij het Iers Open, en in november speelde hij de World Cup met Bradley Dredge en won. Eind 2005 stond hij op de 17de plaats op de Order of Merit.
Door het winnen van het Iers Open heeft hij vijf jaar speelrecht gekregen voor de Europese Tour. In 2006 waren de resultaten ook goed, maar sindsdien is het bergafwaarts gegaan. In 2009 herstelde hij zich goed, en eindigde op de 82ste plaats. 

In 2013 won hij het Royal D'Anfa Open op de Royal Golf D'Anfa in Casablanca, nadat hij met een birdie Ian Keenan,  Zane Scotland en Duncan Stewart in de play-off verslagen had.

### Gewonnen
Nationaal
- 1995: Welsh Professional Championship
- 2001: Welsh Professional Championship
- 2007: Ryder Cup Wales Welsh Open PGA Championship

Mena Golf Tour
- 2013: Royal D'Anfa Open, Abu Dhabi GOLF CITIZEN Open

Challenge Tour
- 1992: Bank Austria Open

Europese Tour
- 2004: Nissan Irish Open, Volvo China Open op de Shanghai Silport Golf Club in China
- 2006: Smurfit Kappa European Open

Elders
- 1991: Olivier Barras Memorial

### Teams
- Seve Trophy: 2005 (winnaars)
- World Cup: 2005 (winnaars), 2006, 2007, 2009